# 伊豆クレイル
伊豆クレイル（いずクレイル、IZU CRAILE）は、かつて東日本旅客鉄道（JR東日本）が運行していた臨時快速列車（のってたのしい列車）、ならびに同列車で使用された車両の愛称である。

## 概要
2016年（平成28年）7月16日に運行を開始。小田原駅 - 伊豆急下田駅間で土休日に運用（1日1往復）、全車両グリーン車指定席の快速列車で運用された。一部座席は、食事サービスとセットの旅行商品として販売された。
列車愛称の「IZU CRAILE（伊豆クレイル）」は、
- Cresciuto（クレッシュート、イタリア語で「大人、成長した」の意）
- train（トレイン）
- ile（イル、接尾辞の「〜に適した」）

の造語であり、「大人に適した列車」の意味となる。表記は、C（クール）＋RAIL（レール）＋E（エレガント）で「CRAILE」である。
ロゴマークは、IZUのIとCRAILEのC、伊豆ゆかりの桜を組み合わせたものとなっている。
車両の老朽化により、通常の臨時列車としては2020年（令和2年）3月29日で設定を終了し、4月4日に静岡デスティネーションキャンペーンアフターキャンペーンのオープニング列車として運行した後、6月28日の同キャンペーンのクロージング列車をもって運行を終了する予定であったが、新型コロナウイルスの感染拡大の影響により、4月4日の運行ならびに6月28日のラストランの運行については中止となったため、3月29日が事実上の最終運行となった。運行期間は約4年弱であった。

## 運行概況
土休日を中心に1往復運転されていた。
快速列車だが、全車グリーン車指定席のため、定期券や青春18きっぷ、北海道&東日本パスの利用はできなかった。全車グリーン車で構成される「のってたのしい列車」は、本列車が唯一である。
「踊り子」などと同様に、伊豆急行線内のみのグリーン券発売も可能であった。

### 停車駅

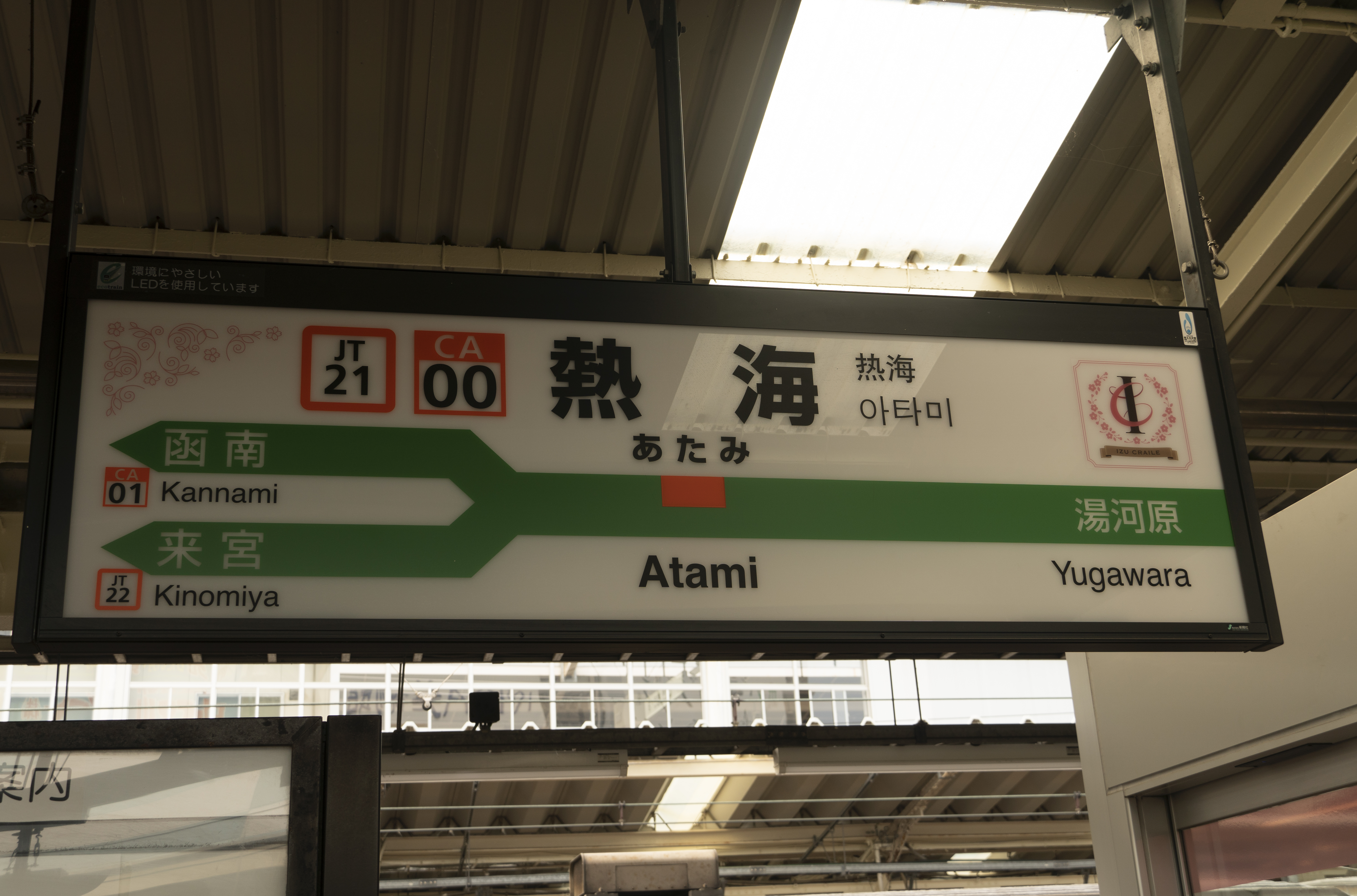
本列車のロゴと装飾が入った、熱海駅の駅名標

小田原駅 - 熱海駅 - 伊東駅 - 伊豆高原駅 - 伊豆熱川駅 - 伊豆稲取駅 - 河津駅 - 伊豆急下田駅
- 下り（伊豆急下田行き）は、根府川駅付近および東伊豆海岸線のビューポイントで徐行運転を実施する[1]。
- 上り（小田原駅行き）は、東伊豆海岸線のビューポイントで一旦停車する[1]。
- 停車駅の駅名標は、運行開始までに本列車のロゴと装飾が入った仕様に変更されている。

## 使用車両

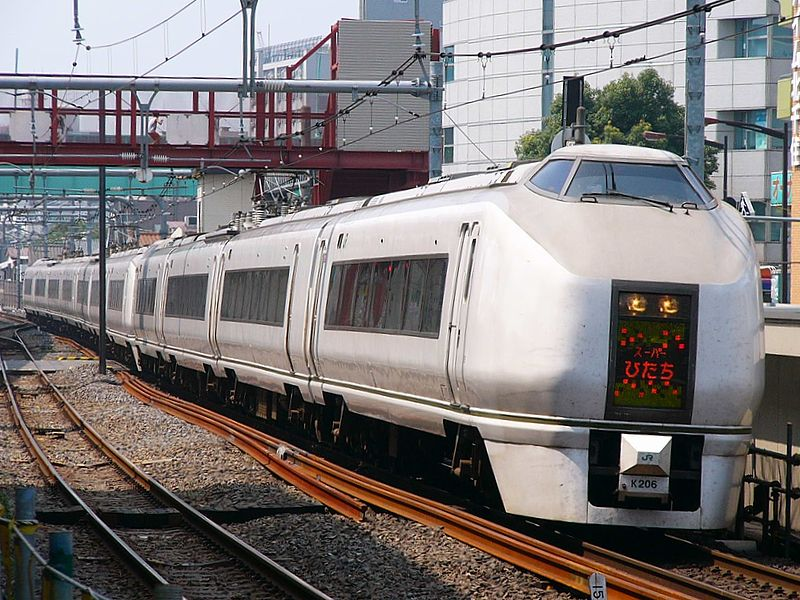
ベースとなった651系「スーパーひたち」
K206編成（前寄り4両）

大宮総合車両センター所属651系1000番台OM301編成4両（元勝田車両センター所属K206編成）を再改造したIR01編成が使用された。外観は従来の白をベースに薄いピンク色の塗装を追加。配置は国府津車両センターであり、2016年4月13日付で大宮総合車両センターから転属している。
運行終了後の2020年10月8日から9日にかけ、長野総合車両センターへ廃車回送された。

### 車内設備
座席は全てグリーン車指定席、座席定員数98名。
651系1000番台IR01編成 車内設備
|                           | ← 伊豆急下田小田原 →                                       |                                                     |                                                                    |                                                                       |
| 号車                      | 1                                                          | 2                                                   | 3                                                                  | 4                                                                     |
| 車番                      | クロ650-1007                                               | モハ650-1007                                        | モロ651-1007                                                       | クロ651-1101                                                          |
| 種車 カッコ内は常磐線時代 | クハ650-1007 (12)                                          | モハ650-1007(改番なし) (12)                         | モハ651-1007 (12)                                                  | クハ651-1101 (106)                                                    |
| 車内設備                  | 海側は窓側に向いたカウンター席 山側は1人掛けボックスシート | パブリックスペース バーカウンター・ラウンジを備える | 4人用コンパートメント5区画 および車いす対応の2人用コンパートメント | 回転式リクライニングシート（40席） および固定式ボックスシート（12席） |
| 定員                      | 24名                                                       | 座席なし                                            | 22名                                                               | 52名                                                                  |

1・3号車は食事・ドリンクをセットにした旅行商品として販売、4号車のみ一般客向けとして乗車券・グリーン券のみで乗車できる。
1・3号車で提供される食事は、往路がランチセットとして弁当、復路はアフタヌーンカフェセットとしてライトミールとスイーツ。いずれも東京都目黒区にあるフレンチレストランのオーナーシェフが監修を担当した。
ラウンジカーには専任のオーナーシェフが乗務し、オリジナルフードを提供する。また、専任アテンダントも乗務し、接客の業務を担当する。